# Quintus Sertorius

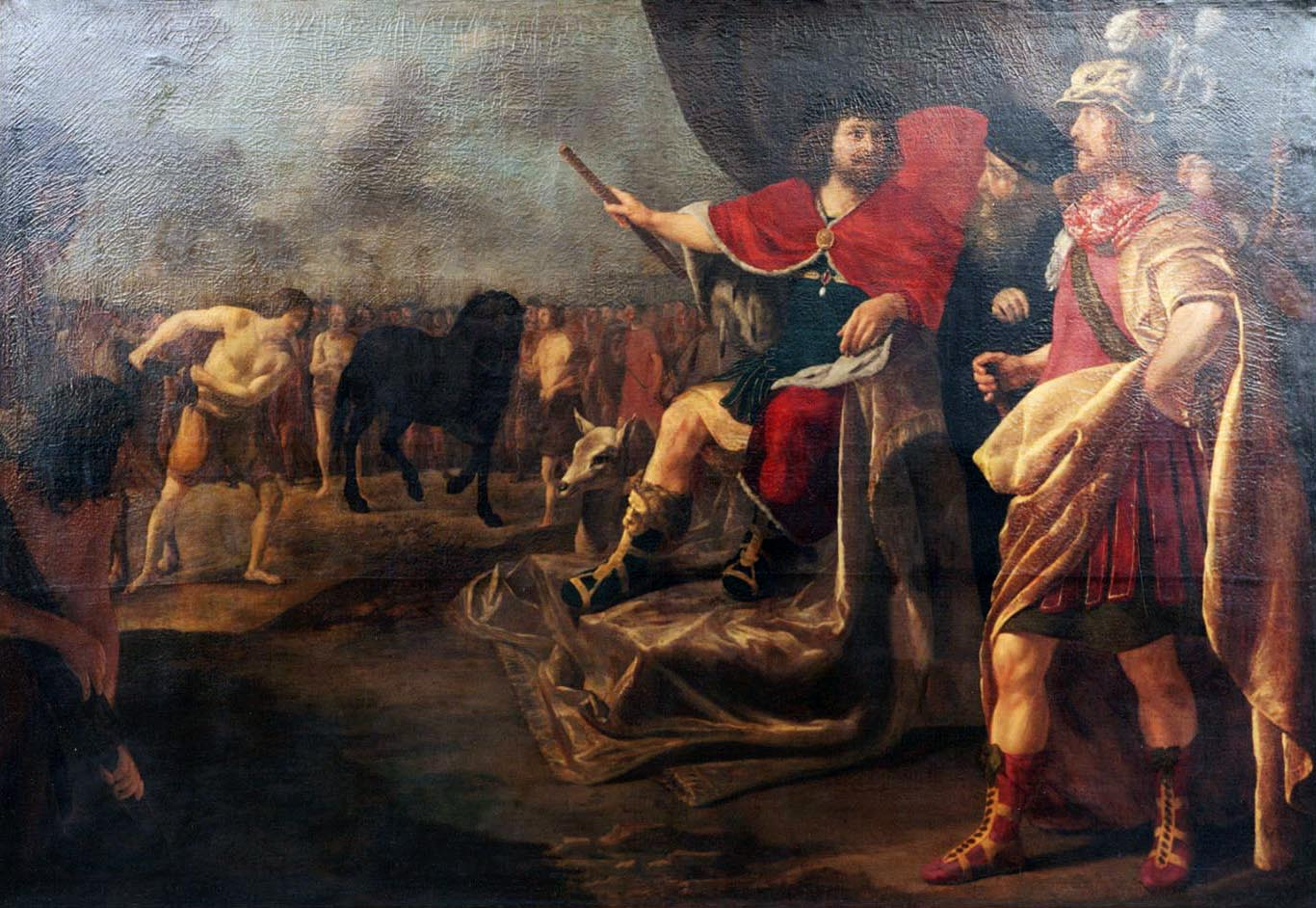
Quintus Sertorius och hästsvansen, av Gerard van der Kuijl, 1638.

Quintus Sertorius, född 123 f.Kr. i Nursia, död 72 f.Kr., romersk militär och politiker (popular), en av Marius närmaste män.
Efter att ha skapat sig ett rykte i Rom som jurist och talare, inledde Sertorius sin militära karriär i Gallien där han stred mot cimbrer och teutoner under Marius. Vid nederlaget mot Cimbrierna under slaget vid Arausio 105 f.kr. blev han sårad sårad men lyckades fly. 90 f.Kr. var han quaestor i Cisalpinska Gallien och förde befäl över en armé under bundsförvantskriget.
Under inbördeskriget mellan Marius och Sulla stred han på Marius sida och spelade en betydande roll i dennes lyckade erövring av Rom 87 f.Kr. Sertorius var mellan 85 och 83 f.Kr. praetor men när Sulla och hans styrkor återvände till staden lämnade han Rom till förmån för Hispania för att bli dess guvernör. Han proskriberades av Sulla och tvingades lämna området för att kriga i Mauretanien.
80 f.Kr. återvände Quintus Sertorius till Hispania och byggde upp ett självständigt välde med stöd från landsflyktiga Mariusanhängare och inhemska stamhövdingar. Med deras stöd lyckades han driva Quintus Caecilius Metellus Pius ut från den Iberiska halvön och i slutet av 77 f.Kr. kontrollerade han hela Hispania Citerior och större delen av Hispania Ulterior. Ett stort antal romare som stött Marcus Lepidus anslöt sig till honom, ledda av Marcus Perperna Vento. Samma år skickades Pompejus för att slå ned upproret och återta kontrollen över halvön, Sertorius motstod under de följande åren åtskilliga försök från Pompejus och Metellus Pius att erövra Hispania men 74 f.Kr. började krigslyckan vända och hans motstånd brytas ned.
Hans stöd och de iberiska truppernas moral sjönk och Sertorius blev allt grymmare mot sina underordnade för att upprätthålla ordningen vilket medförde förlorad popularitet. Hans officerare konspirerade mot honom och han mördades på en bankett 72 f.Kr. av Perperna. Efter hans död slogs upproret ner med hast, och Pompejus valdes tillsammans med Crassus till konsuler för år 70 f.Kr.